# Ctenoplusia isospila
Ctenoplusia isospila är en fjärilsart som beskrevs av Claude Dufay 1972. Ctenoplusia isospila ingår i släktet Ctenoplusia och familjen nattflyn. Inga underarter finns listade i Catalogue of Life.